# Бірлік (Байдібека район)
Бірлі́к (каз. Бірлік) — село у складі району Байдібека Туркестанської області Казахстану. Адміністративний центр Коктерецького сільського округу.
Населення — 462 особи (2021; 534 у 2009, 496 у 1999, 420 у 1989).